# Leurbost Parish Church

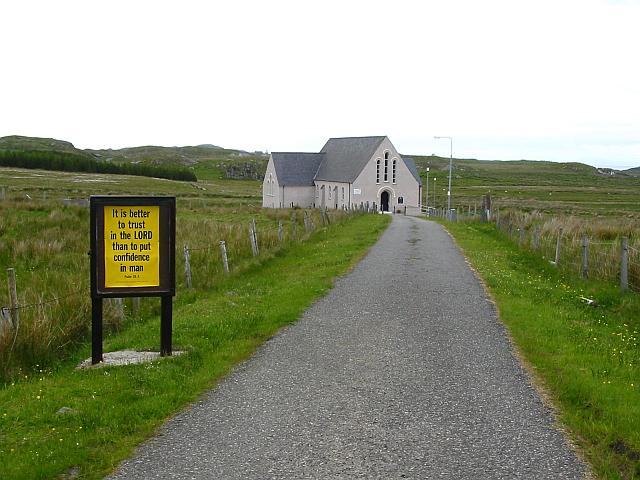
Leurbost Parish Church

Die Leurbost Parish Church ist ein Kirchengebäude der presbyterianischen Church of Scotland in der Ortschaft Leurbost auf der schottischen Hebrideninsel Lewis and Harris. 1993 wurde das Gebäude in die schottischen Denkmallisten in der Kategorie C aufgenommen.

## Beschreibung
Die Leurbost Parish Church wurde vermutlich im späten 19. Jahrhundert errichtet. Das Gebäude befindet sich am Ostrand der Ortschaft nahe dem Übergang ins benachbarte Crossbost. Die kleine, längliche Saalkirche ist schlicht ausgestaltet. Sämtliche Fenster sowie das Hauptportal an der westlichen Giebelseite sind rundbogig ausgeführt. Oberhalb des Portals sind gestuft drei Lanzettfenster eingelassen, die, ebenso wie das Portal, schlicht bekrönt sind. Die Seitenfassaden sind vier Achsen weit und durch schlichte Strebepfeiler vertikal gegliedert. Die Leurbost Parish Church ist mit einem kurzen Querschiff ausgeführt, in dessen Nordgiebel drei Lanzettfenster eingelassen sind. In den Unterlagen der Denkmalbehörde ist ein kleiner Dachreiter mit offenem Geläut beschrieben, der auf neueren Aufnahmen nicht erkenntlich ist. Die Fassaden des Kirchengebäudes sind mit Harl verputzt. Die abschießenden Satteldächer sind schiefergedeckt.